# Victoire de l'album de variété, pop, rock
La Victoire de l'album de variété, pop, rock de l'année est une ancienne récompense musicale française décernée annuellement lors des Victoires de la musique en 1999 et 2000. Elle venait primer le meilleur album de variétés, pop ou rock, selon les critères d'un collège de professionnels.

## Palmarès
- 1999 : Fantaisie militaire d'Alain Bashung[1]
- 2000 : Sang pour sang de Johnny Hallyday